# 皱皮油丹
皱皮油丹（学名：Alseodaphne rugosa）为樟科油丹属下的一个种。

## 扩展阅读
維基物種上的相關：皱皮油丹